# Springmont
Springmont est une census-designated place située dans le comté de Berks, dans le Commonwealth de Pennsylvanie, aux États-Unis. Sa population, qui s’élevait à 724 habitants lors du recensement de 2010, est estimée à 755 habitants au 1er juillet 2020.

## Source
- (en) Cet article est partiellement ou en totalité issu de l’article de Wikipédia en anglais intitulé « Springmont, Pennsylvania » (voir la liste des auteurs).

1. ↑  (en) « Springmont, Pennsylvania Population » [« Données sur Springmont, Pennsylvanie »], sur censusviewer.com (consulté le 11 janvier 2021).
2. ↑  (en) « Springmont, Pennsylvania - Basic Facts » [« Estimations sur Springmont »], sur pennsylvania.hometownlocator.com (consulté le 11 janvier 2021).